# L'Île aux femmes nues
Pour plus de détails, voir Fiche technique et Distribution.
L'Île aux femmes nues est un film français de Henri Lepage sorti en 1953.

## Synopsis
Un candidat aux élections cantonales s'emploie à compromettre la carrière politique de son adversaire qui, séduit par une chanteuse, suit cette dernière dans un terrain de camping naturiste.

## Fiche technique
- Titre : L'Île aux femmes nues
- Réalisation : Henri Lepage, assisté de Victor Merenda
- Scénario et dialogues : Jacques de Bénac
- Photographie : Charles Suin, Enzo Riccioni
- Musique : Guy Lafarge
- Montage : Marity Cléris
- Son : Roger Cosson
- Cadrage : Paul Soulignac
- Maquillage : 	Raphaël Raffels
- Script : Simone Pêche
- Régisseur : André Baud
- Photographe de plateau : Léo Mirkine, Robert Tomatis
- Société de production : Carmina Films
- Directeur de production : André Labrousse
- Producteur : Michel d'Olivier
- Société de distribution d'origine : Jeannic Films
- Pays :  France
- Format : Noir et blanc - 1,37:1 - 35 mm - Son mono
- Genre : Comédie
- Durée : 96 min
- Date de sortie : 
  - France : 29 avril 1953

## Distribution
- Jane Sourza : Mme Lespinasse
- Lili Bontemps : Mademoiselle Pataflan
- Félix Oudart : Antonin Lespinasse
- Armand Bernard : Darcepoil
- Jean Tissier : Martifole
- Alice Tissot : Mme Darcepoil
- Antonin Berval : Farigoule
- Henri Arius
- Jacques Ciron
- Jim Gérald
- Bernard Musson
- Nicole Régnault
- Saint-Granier
- Jean Sylvain
- Nicole Besnard
- Julien Maffre